# Bryodes
Bryodes es un género con cuatro especies de plantas de flores perteneciente a la familia Scrophulariaceae. Algunos expertos lo clasifican dentro de la familia Plantaginaceae.

## Especies seleccionadas
- Bryodes madagascariensis
- Bryodes micrantha
- Bryodes minutissima
- Bryodes perrieri